# Clusium

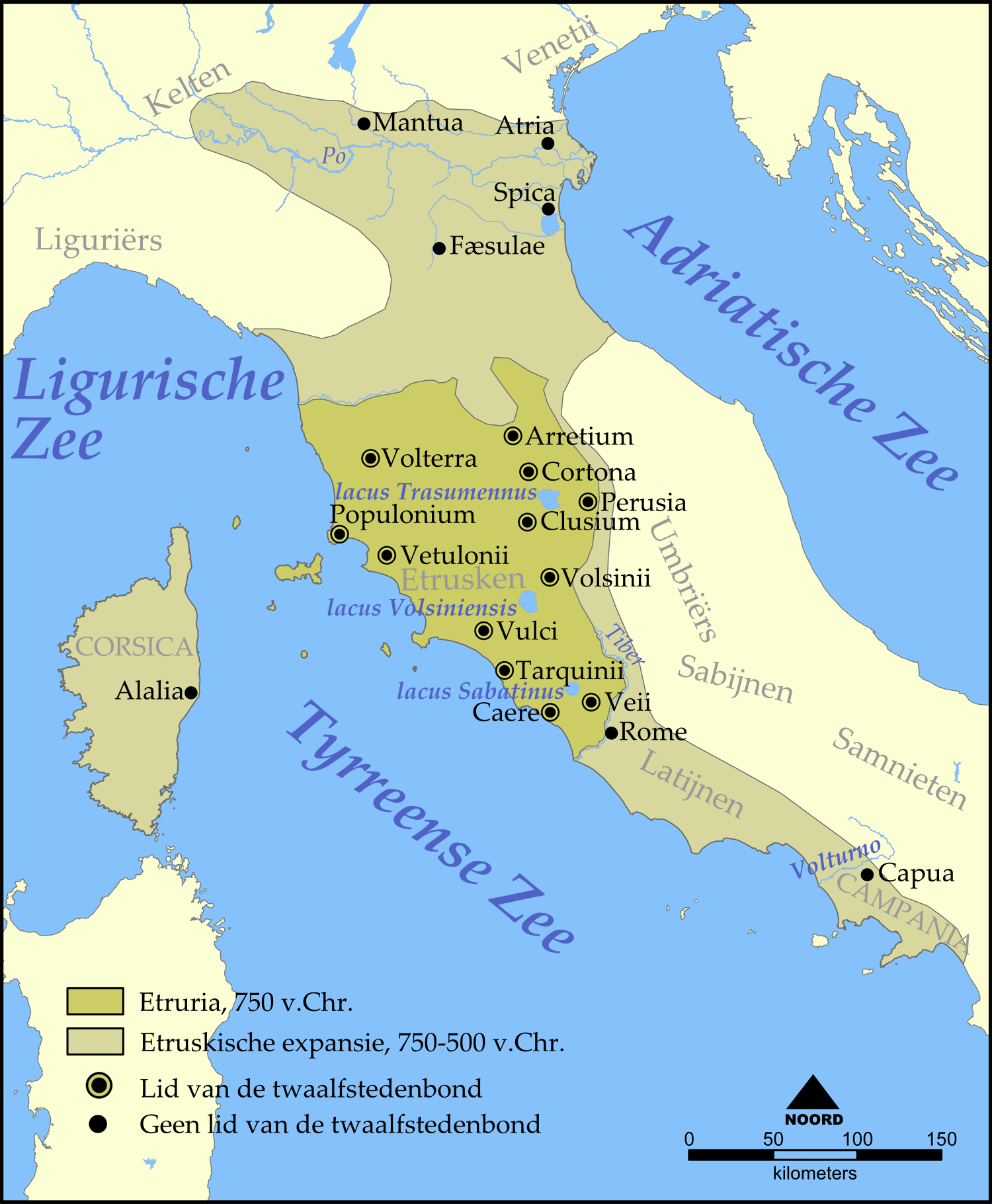
Etrurië en de Etruskische expansie (750-500 v.Chr.).

Clusium (Oudgrieks: Κλούσιον; Etruskisch: Clevsins), vroeger Camars geheten, het huidige Chiusi in Toscane, was de voornaamste stad van de Etruskische Twaalfstedenbond.
Het was de residentie van Lars Porsenna, wiens praalgraf in de nabijheid was. De stad was zeer sterk. De belegering van Clusium door de Galliërs gaf aanleiding tot hun veldtocht naar Rome in 390 v.Chr. (387 v.Chr.) onder koning Brennus. Het speltmeel van Clusium (far Clusinum) was om zijn fijnheid zeer gezocht.